# ايمانويل أوفي أنساه
ايمانويل أوفي أنساه (بالإنجليزية: Emmanuel Ofei Ansah)‏ هو لاعب كرة قدم غاني، ولد في 6 يونيو 1953، وتوفي في 2005.